# 日本ベンチャー大學
日本ベンチャー大學（にほんベンチャーだいがく）は、大学・大学院を卒業した学生を対象とした、1年制の私塾である。株式会社ザメディアジョン・エデュケーショナルが運営（東京本校／全国の分校の統括本部でもある）。通用では「日本ベンチャー大学」と表記し、正式には「日本ベンチャー大學」としている。

## 概要
目的
ビジネスで活躍できる、「知的で、優しく、逞しい産業人」を輩出すること（東京本校では、冒頭に「日本男児を目覚めさせ」と付記している）。
建学の精神
- 1.若者に日本の歴史、文化、伝統をきちんと伝え、感性豊かな日本男児を創る。
- 1.知的で、優しく、逞しい産業人を創る。
- 1.親に感謝し、国に感謝し、生きていることに感謝できる人間を創る。

講師
大手企業・中小企業・ベンチャー企業の経営者をはじめ、マスコミ関係者、ビジネスネスカウンセラー、政治家、歴史研究家、宮司、書道家、芸術家、アナウンサー、俳優、プロレスラーなど約100名。

## 年譜
- 2009年4月 開学、1期生23名が入学。
- 2010年3月 第1回卒業式挙行。
- 2010年4月 附属塾「就活ベンチャー大學」開塾。
- 2011年4月 大阪校が開校（運営は株式会社リビアス）。
- 2012年4月 徳島校（運営は株式会社フィット）、広島校（運営は株式会社アッシュ）、熊本校（運営は協電機工株式会社）が開校。
- 2013年4月 名古屋校（運営は株式会社ピアズ）、山口校（運営は梶井工業有限会社、株式会社ザメディアジョン・リージョナル）が開校。